# Посольство України в Індонезії
Посольство України в Республіці Індонезія — дипломатична місія України в Індонезії, знаходиться в місті Джакарта.

## Завдання посольства
Основне завдання Посольства України в Джакарті представляти інтереси України, сприяти розвиткові політичних, економічних, культурних, наукових та інших зв'язків, а також захищати права та інтереси громадян і юридичних осіб України, які перебувають на території Індонезії.
Посольство сприяє розвиткові міждержавних відносин між Україною і Індонезією на всіх рівнях, з метою забезпечення гармонійного розвитку взаємних відносин, а також співробітництва з питань, що становлять взаємний інтерес.

## Історія дипломатичних відносин
Індонезія визнала незалежність України 28 грудня 1991 року. 11 червня 1992 року було встановлено дипломатичні відносини між Україною та Індонезією. З першого жовтня 2012 року Посольство України переїхало з восьмого поверху на сьомий за тією ж адресою: 12084, м.Джакарта, вул. Генерала Судірмана, 29-31, Всесвітній Торговий Центр, 7-й поверх.
27 листопада 2020 року було відкрито консульство України на острові Балі.

## Керівники дипломатичної місії
1. Єгоров Валентин Олександрович (1996—1997) т.п.
2. Литвин Ігор Антонович (1997—1999), посол
3. Нікшич Сергій Аркадійович (1999—2004) т.п.
4. Кравченко Валерій Іларіонович (2004) т.п.
5. Примаченко Вадим Вікторович (2004—2007), посол
6. Таргоній Сергій Леонтійович (2007—2011), т.п.
7. Сіренко Олександр Олексійович (2011—2012) т.п.
8. Пахіль Володимир Олександрович (2012—2020), посол[3]
9. Бондаренко Олександр Вікторович (2020—2021) т.п.
10. Гамянін Василь Іванович (30 липня 2021 — 21 грудня 2024)[4][5]